# Сераково (Старгардський повіт)
Сераково (пол. Sierakowo) — село в Польщі, у гміні Добжани Старгардського повіту Західнопоморського воєводства.
Населення — 95 осіб (2011).
У 1975-1998 роках село належало до Щецинського воєводства.

## Демографія
Демографічна структура станом на 31 березня 2011 року:
|          | Загалом | Допрацездатний вік | Працездатний вік | Постпрацездатний вік |
| -------- | ------- | ------------------ | ---------------- | -------------------- |
| Чоловіки | 46      | 8                  | 28               | 10                   |
| Жінки    | 49      | 9                  | 25               | 15                   |
| Разом    | 95      | 17                 | 53               | 25                   |